# 茨木市消防本部
茨木市消防本部（いばらきししょうぼうほんぶ）は、大阪府茨木市の消防部局（消防本部）。管轄区域は茨木市全域。

## 概要
- 消防本部：茨木市東中条町2-13
- 管内面積：76.49km2
- 職員定数：280人
- 消防署1カ所、分署7カ所
- 主力機械（2022年4月1日現在）
  - 普通消防ポンプ自動車：2
  - 水槽付消防ポンプ自動車：13
  - はしご付消防自動車：2
  - 化学消防自動車：1
  - 水槽車：1
  - 高規格救急車：10
  - 救助工作車：2
  - 照明車：1
  - 指揮車：1
  - 広報車：2
  - 支援車：1
  - 原因調査車：1
  - 災害用資機材搬送車：2
  - 資機材運送車：8
  - 連絡車：2
  - 消防機動二輪車：3
  - 災害対応小型自動二輪車：4

※水槽付消防ポンプ自動車のうち圧縮空気泡消火装置付ポンプ自動車が6台。また救急車は2台が代車として利用。

## 年表
- 1948年10月1日　吹田市外1市14ケ村消防組合から脱退し、茨木市消防本部・茨木市消防署を設置する。
- 1949年2月20日　消防本部庁舎が移転する。
- 1951年12月20日　消防本部庁舎が移転する。
- 1954年12月5日　消防本部庁舎が移転する。
- 1961年3月3日　消防本部庁舎を新築する。
- 1963年7月15日　救急自動車を消防署に配備し、救急業務を開始する。
- 1965年4月1日　西分署を開設し、消防・救急業務を開始する。
- 1966年12月14日　屈折はしご付消防自動車（スノーケル車）を本署に配備する。
- 1967年4月1日　東出張所を開設し、消防業務を開始する。
- 1970年4月27日　南分署を開設し、消防・救急業務を開始する。
- 1971年12月16日　はしご付消防自動車を本署に配備する。
- 1973年1月16日　消防本部庁舎が現在地に移転する。
- 1973年3月7日　北分署を開設し、消防・救急業務を開始する。
- 1973年12月1日　東出張所が東分署に昇格し、救急業務を開始する。
- 1975年4月1日　北辰分署を開設し、消防・救急業務を開始する。
- 1976年3月3日　屈折放水塔車（スクアート車）を本署に配備する。
- 1978年3月9日　化学消防自動車を西分署に配備する。
- 1981年2月1日　茨木市消防音楽隊が発足する。
- 1981年3月24日　救助工作車を北分署に配備する。
- 1982年4月1日　白川分署を開設し、消防・救急業務を開始する。
- 1985年4月1日　山手台分署を開設し、消防・救急業務を開始する。
- 1989年4月1日　西分署を新築し移転する。
- 1991年4月1日　東分署を新築し移転する。
- 1992年10月1日　東分署を水尾分署に、西分署を下井分署に、南分署を松ケ本分署に、北分署を西河原分署に改称する。
- 1994年4月1日　高規格救急自動車を本署に配備し運用を開始する。
- 1995年4月1日　高規格救急自動車を下井分署に配備し運用を開始する。
- 1996年4月1日　高規格救急自動車を水尾分署に配備し運用を開始する。
- 1998年10月10日　松ケ本分署を新築のうえ移転し、下穂積分署に改称する。救助工作車を西河原分署から下穂積分署に配置替えする。
- 1999年4月1日　高規格救急自動車を西河原分署に配備し運用を開始する。
- 2000年4月1日　高規格救急自動車を下穂積分署に配備し運用を開始する。
- 2001年4月1日　高規格救急自動車を白川分署に配備し運用を開始する。
- 2001年5月10日　消防本部公式Webサイトを開設する。
- 2002年4月1日　高規格救急自動車を山手台分署に配備し運用を開始する。
- 2003年4月1日　高規格救急自動車を北辰分署に配備し運用を開始する。
- 2004年10月20日　平成16年台風第23号豊岡市水災害に緊急消防援助隊を派遣した。
- 2007年1月19日　環境マネジメントシステム「ISO14001」を取得。現在、全国の単独消防本部では唯一である。
- 2011年3月19日　東北地方太平洋沖地震に伴う東日本大震災に緊急消防援助隊を派遣した。
- 2012年3月27日　西河原分署を新築し移転する。以前の建物は待機児童保育室みらいとして使用されている。
- 2012年4月1日　西河原分署に高度救助隊「スーパーレスキューシールド」を設置する。
- 2016年4月9日　山手台分署に特別救助隊「スペシャルレスキューアームズ」を設置する。
- 2016年4月19日　熊本地震に緊急消防援助隊を派遣した。
- 2018年7月9日　平成30年7月豪雨に緊急消防援助隊として茨木市第1次隊（後方支援隊）を派遣した。
- 2018年7月12日　平成30年7月豪雨に緊急消防援助隊として茨木市第2次隊（救助隊・後方支援隊）を派遣した。
- 2018年7月15日　平成30年7月豪雨に緊急消防援助隊として茨木市第3次隊（救急隊）を派遣した。
- 2018年7月21日　平成30年7月豪雨に緊急消防援助隊として茨木市第4次隊（救助活動隊）を派遣した。
- 2018年7月30日　平成30年7月豪雨に緊急消防援助隊として茨木市第5次隊（救助隊）を派遣した。
- 2019年12月　白川分署にて暴行、いじめが発覚し、3人(消防司令補、消防士長、消防副士長)を懲戒免職にし、泉消防長、次長、署長が謝罪会見した。職員にパワハラアンケートを実施。
- 2024年1月1日　能登半島地震に緊急消防援助隊大阪府大隊として茨木市から消防隊1隊、述べ30名（5名編成隊 × 6次派遣）を石川県輪島市に派遣した。同年1月25日に活動終了。[2]

## 組織
- 本部 - 総務課、警備課、予防課
- 消防署 - 警防第一課、警防第二課

### 消防署
| 消防署       | 住所         | 分署 |
| ------------ | ------------ | --- |
| 茨木市消防署 | 東中条町2-13 | 水尾：水尾3-18-15 下井：下井町2-3 下穂積：下穂積1-7-10 西河原：城の前町1-10 北辰：大字泉原38-8 白川：白川2-11-1 山手台：山手台2-2-23 |

## 緊急消防援助隊
市内に配備されている高度救助隊「スーパーレスキューシールド」と特別救助隊「スペシャルレスキューアームズ」は緊急消防援助隊に登録されている。

### 派遣した災害
- 平成16年台風第23号豊岡市水災害
- 東日本大震災
- 熊本地震
- 平成30年7月豪雨
- 能登半島地震 (2024年)[3]

（順不同）

## 不祥事

### 消防司令補・消防士長・消防副士長によるいじめ（暴行・わいせつ強要）事件（2019年）
（この節の出典）
警防係長の男性消防司令補で（47歳）と救急隊長の男性消防士長（34歳）、救急機関員の男性消防副士長（33歳）が2人の男性消防士（いずれも20代）に暴力行為やわいせつ行為をはたらき続け、その事実を隠蔽していたことが明らかとなった。
- 男性消防士長（34歳）と男性消防副士長（33歳）が2019年5月16日午後11時42分に救急出動した後、立ち寄った給油所で待ち時間の間、待機中の救急車内において男性消防士A（20代男性）の首に自動血圧計のマンシェットを、被害者が恐怖を訴えて嫌がるにもかかわらず、巻き付け作動させた。消防士Aは気管が圧迫されて声が出せなくなって苦しみだし、顔色が変化したため、男性消防副士長マンシェットを外したが、消防士Aは気分が悪くなり、顔面や眼球に点状出血が確認された。翌日午前5時ごろ、男性消防士長から報告を受けたにもかかわらず、男性消防司令補は上司への報告もせず、男性消防士長らに暴力行為を一切口外しないよう指示し事実の隠蔽を図った。
- 男性消防司令補は2019年4月、消防士Aの胸部を拳で複数回どついた。さらにの襟をつかんで倒し、首を掴み、背中や下半身等を30回以上蹴った。また、同月白川分署車庫内において、男性消防司令補は、 男性消防士B（20代）に対して、所有するスマートフォンのLINEと写真を見せるよう強要。拒んで逃げようとした消防士Bを捕まえてロープで手首を縛り、スマートフォンを取り上げた。その後、車庫の床面にこの消防士Bを寝かして、身体全体をロープで縛った上で、ポンプの手すりに足側から宙吊りのような形で吊り上げて身動きができないようにし、5分間ほど放置し、激しい痛みを生じさせた。また同月、白川分署車庫内において、消防士Bに腹部の毛をなくす話を持ち出し、ライターと殺虫スプレーを用意させて、ライターの火に殺虫スプレーを噴射して大きな炎を発生させた。その後、嫌がったにもかかわらずに、腹部の毛が燃えるよう炎の前を通ることを強要した。さらに、 同月、男性消防司令補は、白川分署の事務室内において、他の職員もいる前で消防士Aの陰部の話題を持ち出した。その後、分署のトイレ内において、 警防係長は陰部を見せるよう強要。消防士Bにも、同じく陰部を見せるよう強要し、さらに2人に対して、互いの陰部を触りあうよう命令している。
- 2019年9月15日に、救急車内での傷害事案が、職員から消防署長に通報があり発覚。関係者に対して、消防本部総務課が中心となり、内部調査を実施した。被害者の消防士2人は、「警防係長には逆らえず、何か始まったら、それが終わるまで我慢するしかなかった」などと話したという。警察への被害届は、現時点で出しておらず、消防本部としての刑事告発も行わないとのこと。茨木市消防本部は11月12日付で暴力を行った3名を懲戒解雇処分とし、また消防長を減給10分の1（3ヵ月）としたほか、幹部3人を懲戒処分した。
- 消防本部は2019年11～12月、全職員273人を対象にアンケート「パワハラなどに対する意識および実態調査」を実施。225人が回答。約35％にあたる79人がパワハラなどの被害経験があると答え、うち33人は頻度が「ほぼ毎日」とした。「殴られる」という回答も一部あった[7]。

### その他職員による不祥事
- 2020年3月25日 - 男性消防司令補（40代）が、同僚へのセクハラ行為があったとして、市消防局は3月25日、地方公務員法に基づく停職（3ヵ月）の懲戒処分にしたと発表した。同本部は、セクハラ行為の内容は「被害者保護のため明らかにできない」としているが、男性消防司令補は行為を大筋で認め、依願退職する意向を示しているという[8]。